# Gouville-sur-Mer
Gouville-sur-Mer is een gemeente in het Franse departement Manche in de regio Normandië. De gemeente maakt deel uit van het arrondissement Coutances. Gouville-sur-Mer telde op 1 januari 2022 3.266 inwoners.

## Geschiedenis
De gemeente maakte deel uit van het kanton Saint-Malo-de-la-Lande tot dit op 22 maart 2015 werd opgeheven en Gouville-sur-Mer werd opgenomen in het op die dag gevormde kanton Agon-Coutainville.
Op 1 januari 2016 werd de aangrenzende gemeente Boisroger als zelfstandige gemeente opgeheven en als commune déléguée opgenomen in Gouville-sur-Mer, die hiermee de status kreeg van commune nouvelle.
De gemeente werd op 1 januari 2019 uitgebreid met Anneville-sur-Mer, Montsurvent en Servigny. Deze laatste plaats bleef deel uitmaken van het kanton Coutances tot 5 maart 2020, toen Servigny werd overgeheveld naar het kanton Agon-Coutainville.

## Geografie

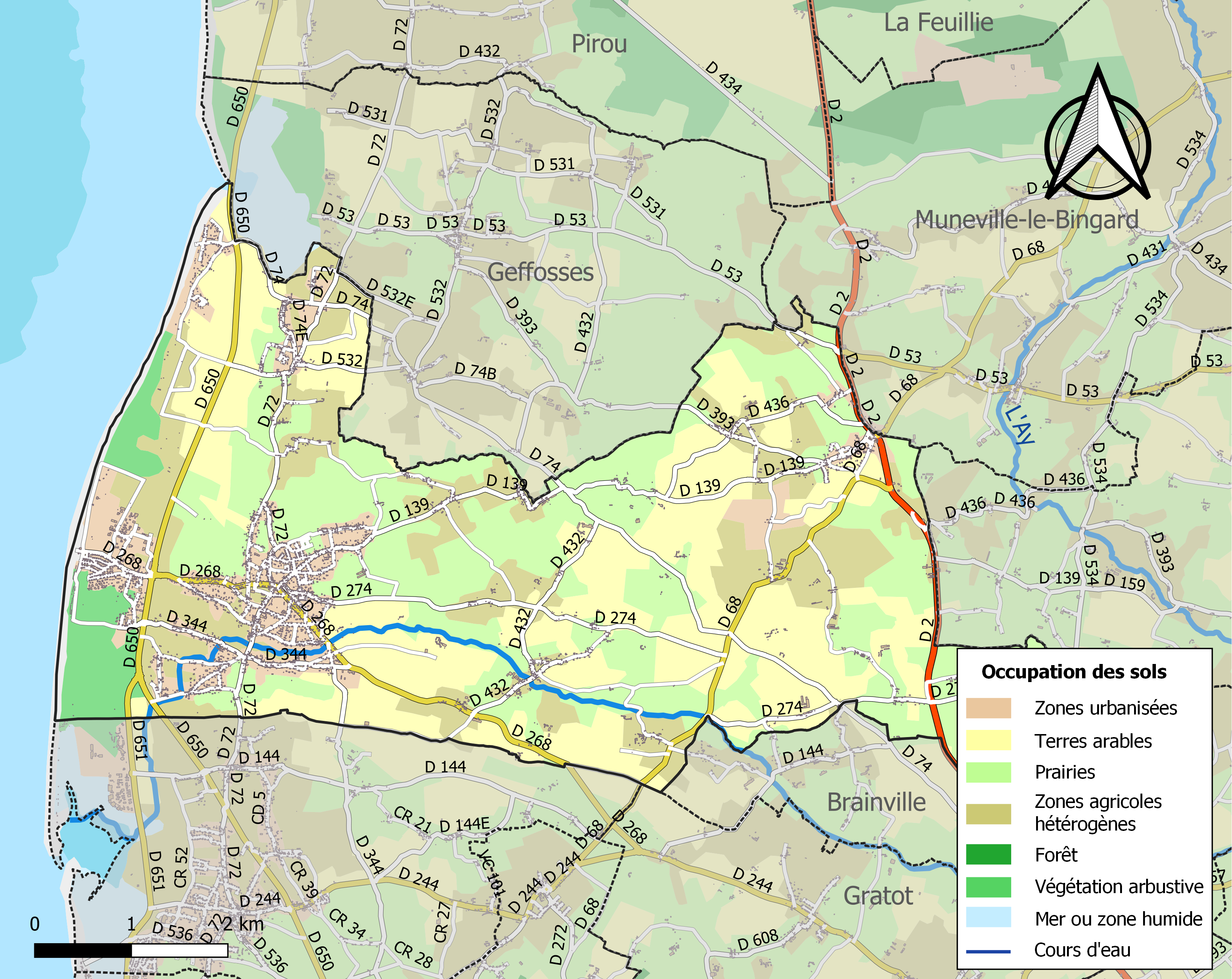
Kaart van de gemeente met de belangrijkste infrastructuur, bodemgebruik en omliggende gemeenten

De oppervlakte van Gouville-sur-Mer bedroeg op 1 januari 2022 34,55 vierkante kilometer; de bevolkingsdichtheid was toen 94,5 inwoners per km².
De onderstaande kaarten tonen de ligging van Gouville-sur-Mer, inclusief de communes déléguées, met de belangrijkste infrastructuur en aangrenzende gemeenten.

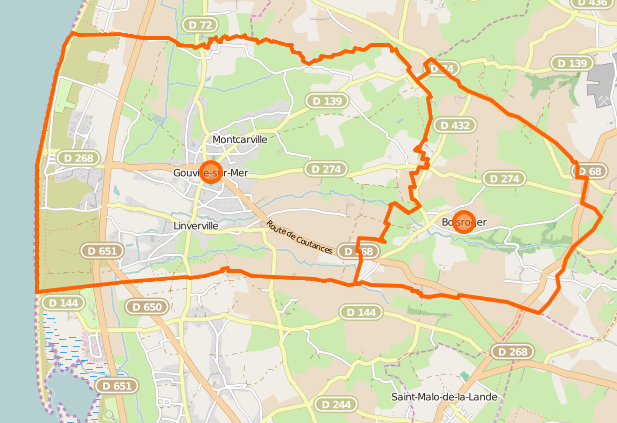
Situatie in 2016
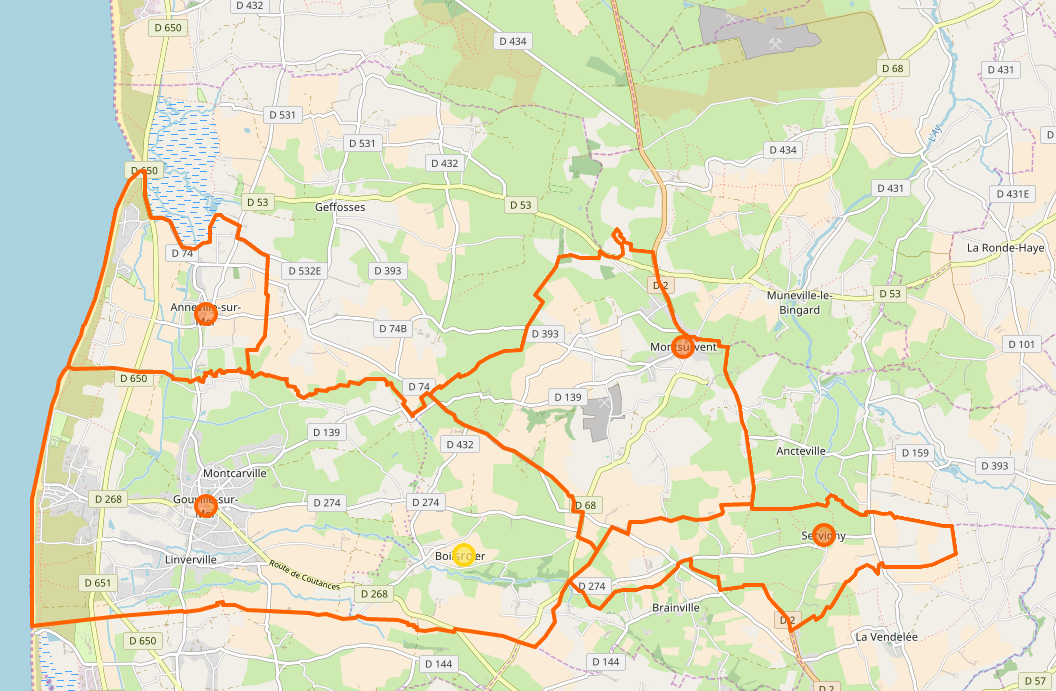
Situatie in 2019

## Demografie
Onderstaande figuur toont het verloop van het inwonertal (bron: INSEE-tellingen).

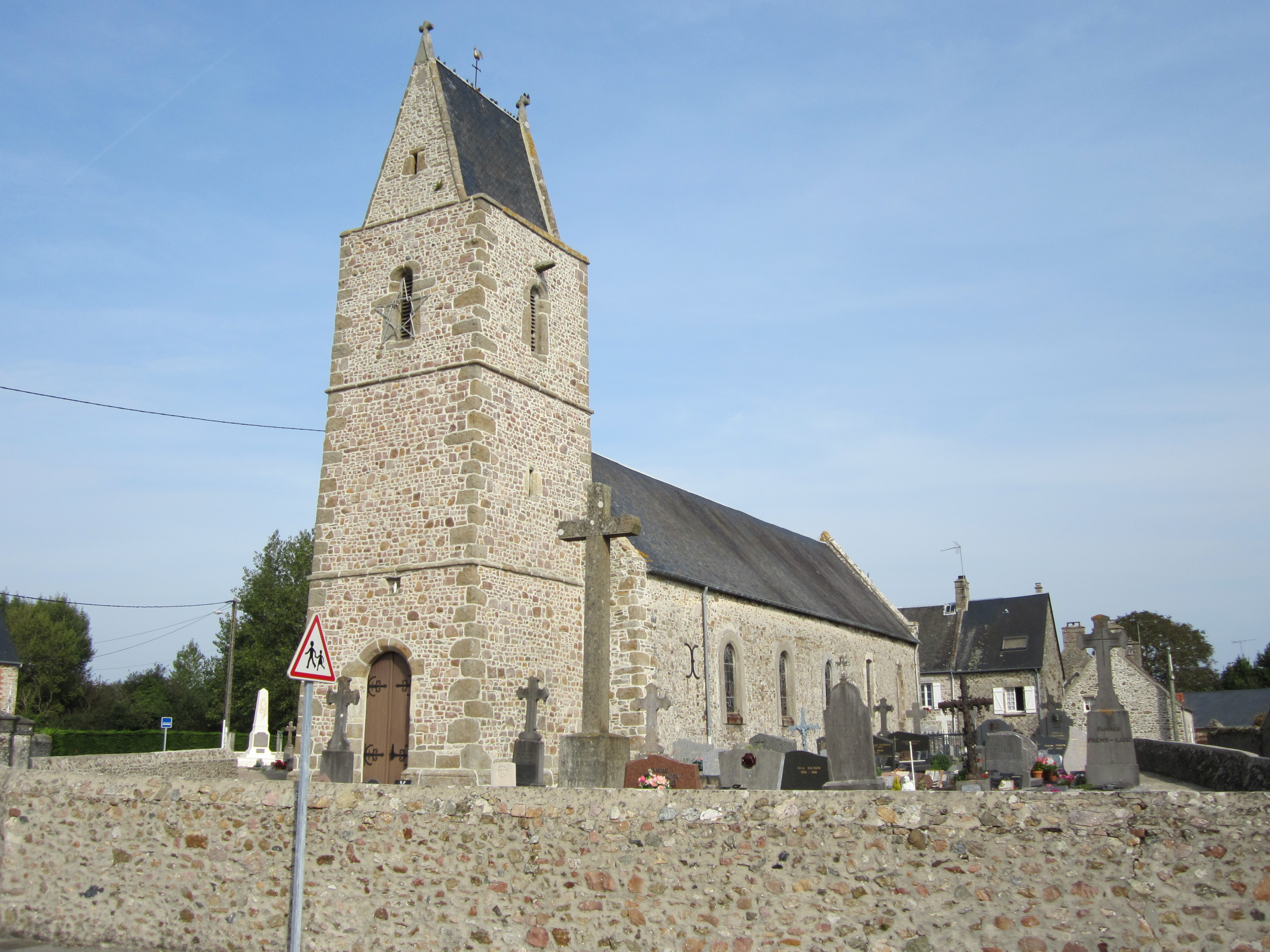
De kerk van Anneville-sur-Mer
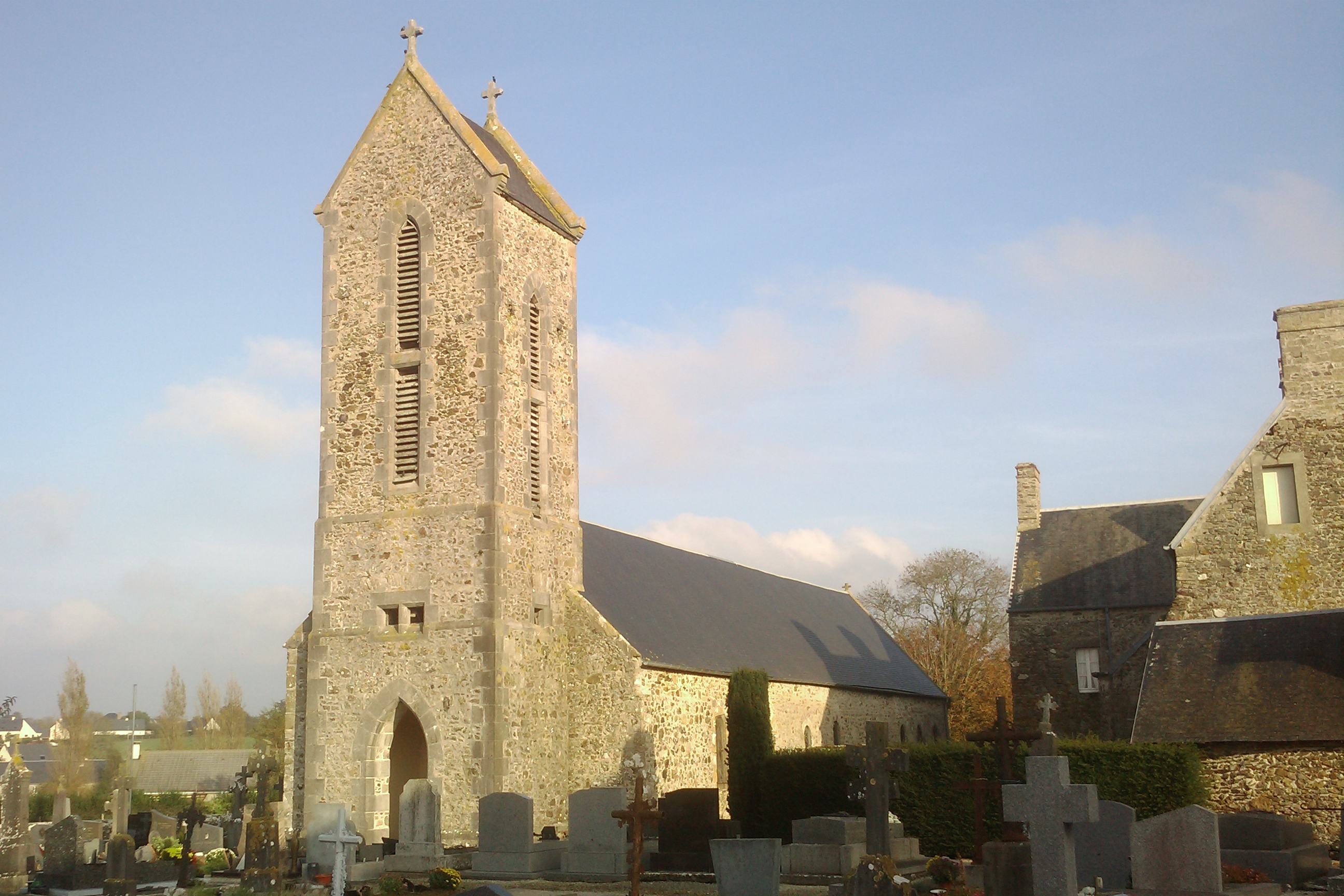
De kerk van Boisroger
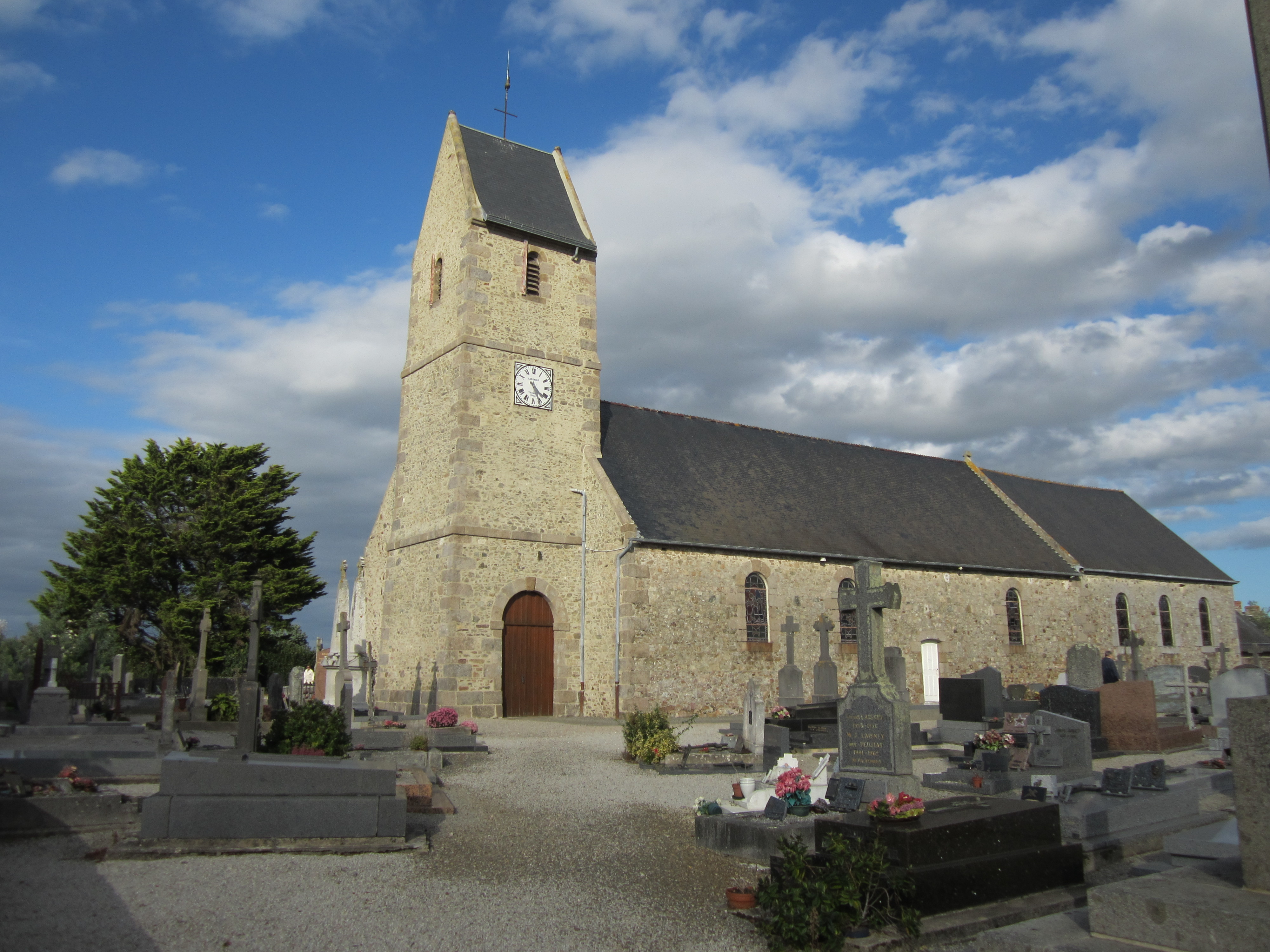
De kerk van Gouville-sur-Mer
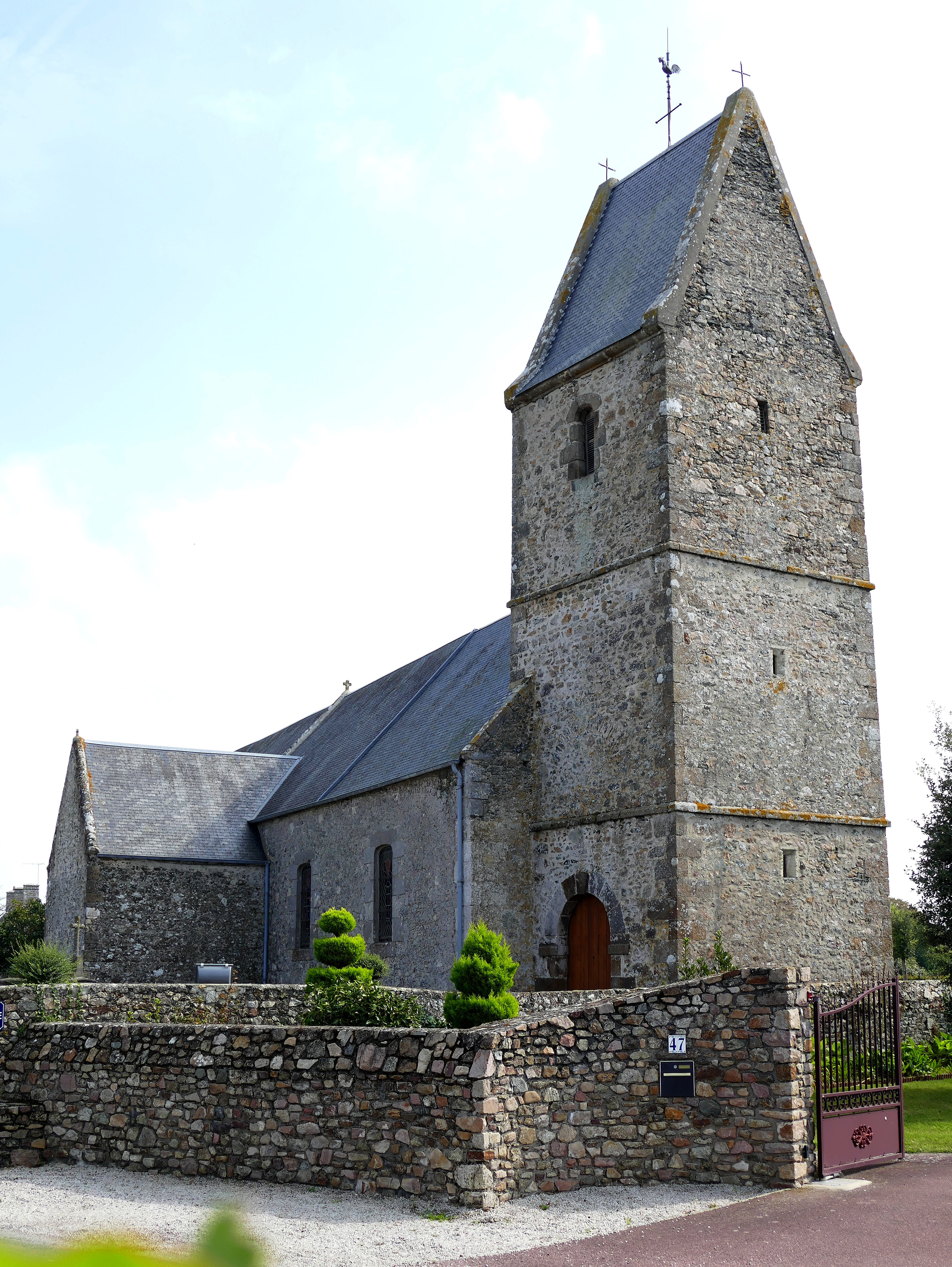
De kerk van Moncarville
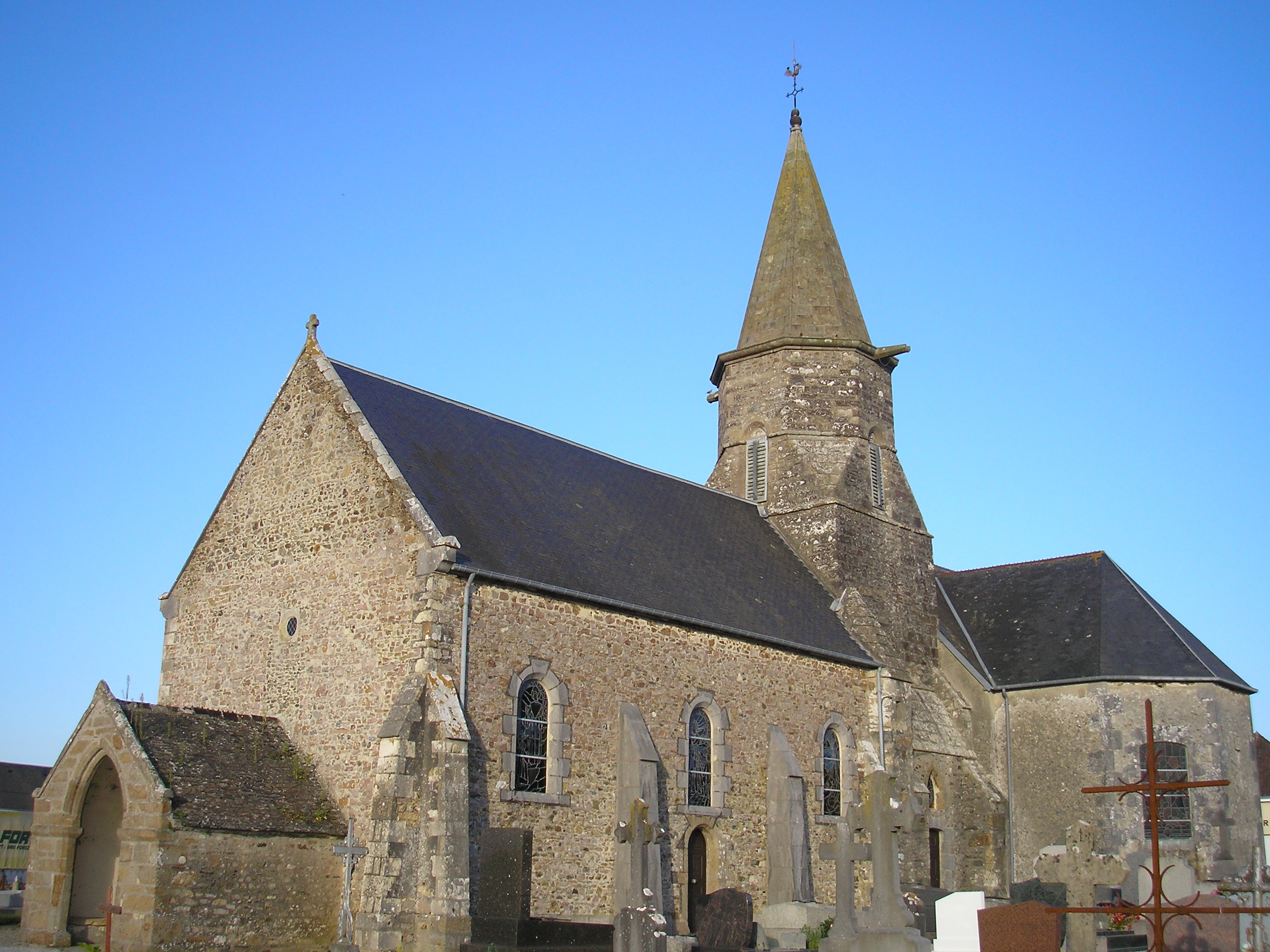
De kerk van Montsurvent
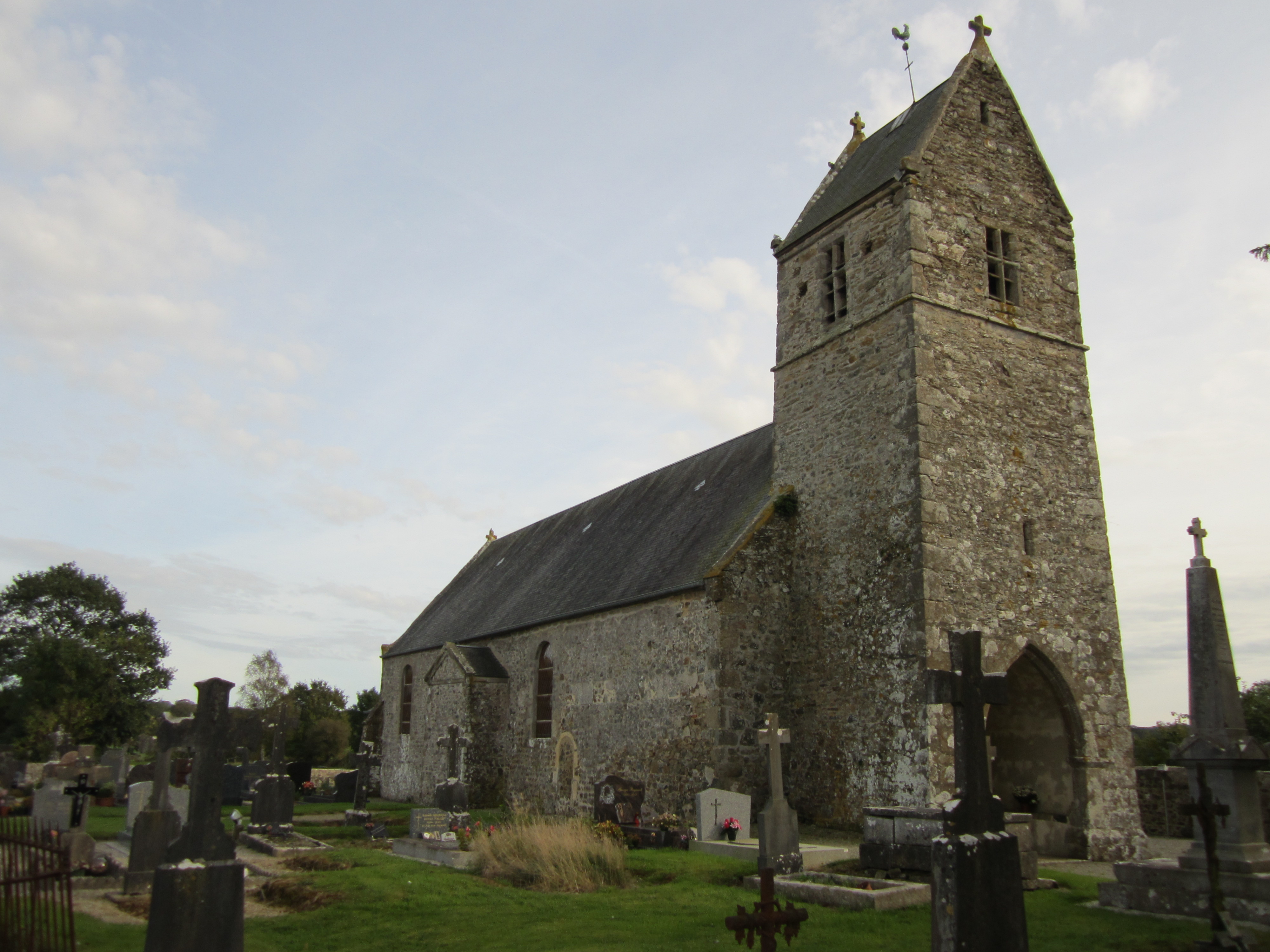
De kerk van Servigny

Agon-Coutainville · Auxais · Blainville-sur-Mer · Feugères · Geffosses · Gonfreville · Gouville-sur-Mer · Gorges · Hauteville-la-Guichard · Marchésieux · Montcuit · Muneville-le-Bingard · Nay · Périers · Raids · Saint-Germain-sur-Sèves · Saint-Malo-de-la-Lande · Saint-Martin-d'Aubigny · Saint-Sauveur-Villages · Saint-Sébastien-de-Raids